# Enfants abandonnés
Pour plus de détails, voir Fiche technique et Distribution.
Enfants abandonnés (Too Many Parents) est un film américain en noir et blanc réalisé par Robert F. McGowan, sorti en 1936.

## Synopsis
Dans une école militaire, on suit le quoditien de garçons de tous âges afin de les soustraire à l'emprise de leurs parents trop occupés pour s'occuper correctement d'eux.

## Fiche technique
- Titre français : Enfants abandonnés
- Titre original : Too Many Parents
- Réalisation : Robert F. McGowan
- Producteur : Jack Cunningham, A.M. Botsford
- Société de production : Paramount Pictures
- Société de distribution : Paramount Pictures
- Scénario : Virginia Van Upp, Doris Malloy, Jesse Lynch Williams, George Templeton
- Musique : Gerard Carbonara, Tom Satterfield
- Photographie : Karl Struss
- Montage : Edward Dmytryk
- Pays de production: États-Unis
- Format : noir et blanc - 35 mm - 1,37:1 - Son : Mono  (Western Electric Noiseless Recording)
- Genre : Drame
- Durée : 73 minutes
- Dates de sortie : 
  - États-Unis : 30 mars 1936
  - France : 3 février 1939

## Distribution
- Frances Farmer : Sally Colman
- Lester Matthews : Mark Stewart
- Porter Hall : Mrs. Saunders
- Henry Travers : Wilkins
- Billy Lee : Billy Miller
- George Ernest : Phillip Stewart
- Sherwood Bailey : Clarence Talbot Jr.
- Douglas Scott : Morton Downing
- Colin Tapley : Miller
- Buster Phelps : Clinton Meadows
- Howard C. Hickman : colonel Colman
- Sylvia Breamer : Malloy
- Doris Lloyd : Mrs. Downing
- Lois Kent : Morton's Sister
- Jonathan Hale : Judge
- Carl Switzer : Kid Singer
- Anne Grey : Miss Allison
- Henry Roquemore : Belcher
- Cal Tjader : Alfred